# Cerapachys bakeri
Cerapachys bakeri är en myrart som först beskrevs av Wheeler och Chapman 1925.  Cerapachys bakeri ingår i släktet Cerapachys och familjen myror. Inga underarter finns listade.